# Дніпро (готель, Запоріжжя)
Готель «Дніпро» — колишній приватний готель економ-класу у середмісті Запоріжжя. Є партнером мережі «7 днів».

## Географічне розташування
Готель розташований на головній автомагістралі міста — Соборному проспекті, неподалік Запорізької міської ради та бульвару Тараса Шевченка, який веде до набережної Дніпра.
Відстань від залізничного вокзалу Запоріжжя I — 9 км, від Міжнародного аеропорту Запоріжжя (OZH) —  15 км.

## Будівля
П'ятиповерхова будівля готелю була зведена 1961 року.  Споруджено з крупних блоків і п'ятипрольотними лоджіями по всій висоті будинку.
У будівлі був розташований барельєф «Дніпро-Славутич» авторства скульпторів Геннадія Марченка та Івана Василенка, встановлений у 1969 році.

## Історія
Готель відкрито для відвідувачів через два роки після зведення будівлі — у 1963 році.
У 2008 році 99,967 % акцій готелю було придбано готельним оператором «Clubhouse Group Holdings» (Ліхтенштейн), яка викупила їх у місцевої «Першої юридичної компанії». До того часу основним акціонером виступав номінальний тримач — АКІБ «УкрСиббанк». Готель перейшов під управління українського оператора «Clubhouse Group Holdings», який розвиває мережу тризіркових готелів «7 днів» у Києві та Кам'янці-Подільському. Таким чином за рахунок готелю «Дніпро» була розширена мережа готелів «7 днів». Нові власники планували реконструкцію закладу, підвищення його класу та ребрендинг.
У 2010 році в готель було інвестовано 10 млн доларів США.
З серпня 2011 року готель закритий на капітальну реконструкцію. У жовтні 2011 року компанію визнали банкрутом.
У травні 2012 року стало відомо, що готель перейменують на «7 днів». Проєктом передбачалося оновлення готелю до 157 номерів, зокрема апартаментів, облаштування конференц-сервісу, ресторану та СПА-комплексу з басейном. Будівлю планували перебудувати — з п'ятиповерхової перетворити на шестиповерхову. Перший запропонований архітектурний проєкт було відхилено, натомість затверджено стриманіший варіант. Завершення реконструкції передбачалося завершити у 2014 році, але так і не було завершено.
У 2016 році передбачалося завершити реконструкцію готелю під багатофункціональний готельний комплекс.
За даними Єдиного реєстру судових рішень, компанія з 2018 року незаконно використовувала ділянку готелю, а також не уклала відповідний договір. Через це бюджет міста втратив близько 5,9 млн гривень. Господарський суд Запорізької області у травні 2025 року зобов'язав підприємство сплатити 3,8 млн гривень, проте борг не був погашений, що стало підставою для арешту будівлі, та задовольнив позов Вознесенівської окружної прокуратури, щодо зобов'язання товариства-власника готелю сплатити 3,1 млн гривень до бюджету міста. Як встановили прокурори, компанія майже два роки безоплатно користувалась земельною ділянкою під будівлею готелю в центрі Запоріжжя. Після набрання судовим рішенням законної сили прокуратура контролюватиме процес реального стягнення коштів.